# Филип Паркър Кинг
Филип Паркър Кинг (на английски: Phillip Parker King) е английски мореплавател, контраадмирал, изследовател на бреговете на Австралия и Патагония.

## Ранни години (1791 – 1818)
Роден е на 13 декември 1791 година на остров Норфолк, Тасманово море, в семейство на английски преселници. На 5-годишна възраст е изпратен в Англия, за да учи. През 1802 постъпва в Кралската военноморска академия в Портсмут, през 1807 я завършва и служи във военноморския флот, когато през 1814 е произведен в лейтенант.

## Изследователска дейност (1818 – 1831)

### Изследване бреговете на Австралия (1818 – 1823)
През 1817 Британското адмиралтейство заповядва на капитан Кинг да изследва северното крайбрежие на Австралия и преди всичко неговата западна част – от залива Карпентария до нос Северозападен.
В периода 1818 – 1822 Кинг извършва четири плавания около бреговете на Австралия. Първите три на кораба „Русалка“, а последната на „Батърст“ и 19-членен екипаж, като във всички плавания участва и ботаникът Алън Кънингам. На практика всички сведения за северните брегове на Австралия, от залива Карпентария до нос Северозападен, се основават на картите от второто плаване на Абел Тасман през 1644, много оскъдните данни от три холандски експедиции през 1648, 1678 и 1705, записките на Уилям Дампир, който посещава северозападното крайбрежие през 1699 и откъслечните сведения за тези брегове в отчетите на френската експедиция на Никола-Тома Боден през 1801.
Кинг изследва западните, северозападните, северните и североизточните брегове на Австралия. Североизточните – от залива Хървей (24º 50` ю.ш.) до Торесовия проток. Северните – от о-вите Уесъл (136º 30` и.д.) до п-ов Земя Дампир (122º 50` и.д.), където открива о-вите Гоулбърн (11°35′ ю. ш. 133°25′ и. д. / 11.583333° ю. ш. 133.416667° и. д.), залива Ван Димен (вторично, 18°40′ ю. ш. 132°00′ и. д. / 18.666667° ю. ш. 132° и. д.), п-ов Коберг (11°20′ ю. ш. 132°20′ и. д. / 11.333333° ю. ш. 132.333333° и. д.), островите Мелвил (вторично, 11°30′ ю. ш. 131°00′ и. д. / 11.5° ю. ш. 131° и. д., 6200 км2), Батърст (11°35′ ю. ш. 130°25′ и. д. / 11.583333° ю. ш. 130.416667° и. д., 2040 км2) и Крокер (11°15′ ю. ш. 132°35′ и. д. / 11.25° ю. ш. 132.583333° и. д.), протоците Дъндас (вторично) и Кларенс, отделящи тези острови от континента и залива Порт Дарвин (12°30′ ю. ш. 130°49′ и. д. / 12.5° ю. ш. 130.816667° и. д.).
По северозападните брегове открива заливите Кембридж (14°52′ ю. ш. 128°15′ и. д. / 14.866667° ю. ш. 128.25° и. д.), Адмиралтейство (14°21′ ю. ш. 125°51′ и. д. / 14.35° ю. ш. 125.85° и. д.), Брансуик, Йорк (15°02′ ю. ш. 125°15′ и. д. / 15.033333° ю. ш. 125.25° и. д.), Колие (16°10′ ю. ш. 124°15′ и. д. / 16.166667° ю. ш. 124.25° и. д.), Кинг (Кинг Саунд, 16°50′ ю. ш. 123°25′ и. д. / 16.833333° ю. ш. 123.416667° и. д.).
Западното крайбрежие изследва на юг до нос Луин (34º 22` ю.ш.), в т.ч. залива Ексмут (22°10′ ю. ш. 114°17′ и. д. / 22.166667° ю. ш. 114.283333° и. д.).
През юли 1821 Кинг е повишен в капитан-лейтенант и през април 1823 се завръща в Англия.

### Изследване на бреговете на Чили (1826 – 1830)
От 1826 до 1830 на корабите „Адвенчър“ и „Бигъл“ (с капитан Робърт Фицрой) изследва и картира южното крайбрежие на Аржентина от Магелановия проток на юг до залива Байя Бланка (39º 30` ю.ш.) на север. Експедицията на Кинг извършва обширна дейност по топографското заснемане и картиране на Фолклъндските о-ви и особено архипелага Огнена земя. Открива и картира протока Бигъл (54°56′ ю. ш. 68°40′ з. д. / 54.933333° ю. ш. 68.666667° з. д.), отделящ Огнена Земя на север от остров Наварино на юг. Доказва полуостровното положение на п-ов Брансуик (53°30′ ю. ш. 71°25′ з. д. / 53.5° ю. ш. 71.416667° з. д.), като открива залива Отуей (53°02′ ю. ш. 71°33′ з. д. / 53.033333° ю. ш. 71.55° з. д.), остров Риеско (53°00′ ю. ш. 72°15′ з. д. / 53° ю. ш. 72.25° з. д., 5110 км2, на северозапад от залива), тесния проток-канал Фицрой, отделящ острова от континента и залива Скайринг (52°38′ ю. ш. 72°05′ з. д. / 52.633333° ю. ш. 72.083333° з. д., на северозапад от остров Риеско). В Чилийския архипелаг открива остров Уелингтън (49°22′ ю. ш. 74°56′ з. д. / 49.366667° ю. ш. 74.933333° з. д., 5556 км2), протоците Уайд (отделящ острова от континента) и Месие (на север от острова). В залива Пеняс изследва най-северния ледник в Южното полукълбо на 46º 50` ю.ш. Открива залива Адвенчър (51°33′ ю. ш. 74°28′ з. д. / 51.55° ю. ш. 74.466667° з. д.) и протока Кинг (44°36′ ю. ш. 74°03′ з. д. / 44.6° ю. ш. 74.05° з. д.), свързващ океана с протока Мораледа. Кинг представя резултатите от експедицията покрай южното крайбрежие на Южна Америка на заседание на Кралското географско дружество през 1831.

## Следващи години (1832 – 1856)
През 1832 Кинг напуска окончателно Англия, закупува имот в западните покрайнини на Сидни и се установява там. През февруари 1839 е избран за председател на законодателния съвет на Нов Южен Уелс, а през април същата година е назначен за комисар на австралийското земеделско дружество, която длъжност заема в продължение на 10 години.
През 1855 е повишен в звание контраадмирал.
Умира на 26 февруари 1856 година в Сидни на 64-годишна възраст.

## Памет
Неговото име носят:
- езеро Кинг (37°53′ ю. ш. 147°46′ и. д. / 37.883333° ю. ш. 147.766667° и. д.) в щата Виктория, Австралия;
- залив Кинг Саунд (16°50′ ю. ш. 123°25′ и. д. / 16.833333° ю. ш. 123.416667° и. д.) на Индийския океан, на северозападното крайбрежие на Австралия;
- проток Кинг (44°36′ ю. ш. 74°03′ з. д. / 44.6° ю. ш. 74.05° з. д.) в Чилийския архипелаг, свързващ Тихия океан с протока Мораледа.